# Gregg Braden
Gregg Braden (1958) é um escritor, cientista e educador norte-americano. Seus livros foram traduzidos para 27 países. Ele já entrou na lista de best-sellers do The New York Times.

## Biografia
Gregg Braden nasceu no norte do estado do Missouri. Ele é formado em geologia. Ele já trabalhou como engenheiro aeroespacial em Denver e como especialista em geologia computacional e ciência da computação para empresas como Phillips Petroleum o Cisco Systems.
Em 1990 ele se interessou pelo estudo de culturas antigas e por espiritualidade. Ele passou muitos anos pesquisando como combinar espiritualidade e ciência.
Ele já deu 100 palestras por ano tanto para o grande público como também apresentações privadas para as Nações Unidas, grandes corporações ou o Exército dos Estados Unidos.

## Obras
- The Isaiah Effect (2000) no Brasil: O Efeito Isaías (Cultris, 2002)
- The God Code (2004) O Código de Deus no Brasil: (Cultris, 2011) em Portugal: (Estrela Polar, 2006)
- Secrets of the Lost Mode of Prayer (2005) no Brasil: Segredos de um Modo Antigo de Rezar (Cultris, 2006)
- The Divine Matrix (2007) A Matriz Divina  no Brasil: (Cultris, 2010) em Portugal: (Sinais de Fogo, 2013)
- The Spontaneous Healing of Belief (2008) no Brasil: A Cura Espontânea Pela Crença (Cultris, 2023) em Portugal: A Cura Espontânea da Crença (Lua de Papel, 2021)
- The Mystery of 2012 (2009) em Portugal: O Mistério de 2012 (Sinais de Fogo, 2009)
- Deep Truth (2010) em Portugal: Verdade Profunda (Sinais de Fogo, 2011)
- Fractal Time (2011)
- The Turning Point (ou Resilience From the Heart) (2014) em Portugal: O Ponto de Viragem (Sinais de Fogo, 2014)
- Human by Design (ou The Science of Self Empowerment) (2018) no Brasil: O Mistério por trás das nossas origens (Cultris, 2021)
- The Wisdom Codes (2020) Os Códigos da Sabedoria no Brasil: (Cultris, 2022) em Portugal: (Lua de Papel, 2020)

### Ficção
- Entanglement (com Lynn Lauber) (2012) em Portugal: Entrelaçados (Sinais de Fogo, 2013)